# Pulgara
Pulgara es una entidad de población española, pedanía del municipio de Lorca, en la Región de Murcia.

## Geografía
Situada junto al río Guadalentín, con una extensión de 3,518 km² y una población de 112 habitantes, es la tercera pedanía más pequeña en extensión del municipio de Lorca en la Región de Murcia. Debido a su cercanía con el centro de la ciudad se sitúan en ella gran cantidad de las empresas. Tiene forma alargada y en el centro se encuentra el Puente del Palo.

## Historia
A mediados del siglo XIX, el lugar tenía contabilizada una población de 120 vecinos. Aparece descrito en el decimotercer volumen del Diccionario geográfico-estadístico-histórico de España y sus posesiones de Ultramar de Pascual Madoz de la siguiente manera:

PULGARA: dip. en la prov. de Murcia, part. jud. y térm. jurisd. de Lorca. pobl.: 120 vec.
(Madoz, 1849, p. 298)